# Cardeniopsis sagitta
Cardeniopsis sagitta är en insektsart som beskrevs av Vitaly Michailovitsh Dirsh 1966. Cardeniopsis sagitta ingår i släktet Cardeniopsis och familjen gräshoppor. Inga underarter finns listade i Catalogue of Life.